# War All the Time
War All The Time is het derde album van Thursday en werd uitgebracht in september 2003. Het was hun debuut op een major label. De albumtitel en de meeste songteksten gaan over de problemen die mensen in het dagelijkse leven hebben.

## Track listing
1. For the Workforce, Drowning - 3:16
2. Between Rupture and Rapture - 3:03
3. Division St. - 4:14
4. Signals Over the Air - 4:10
5. Marches and Maneuvers - 4:27
6. Asleep in the Chapel - 3:46
7. This Song Brought to You by a Falling Bomb - 2:16
8. Steps Ascending - 4:26
9. War All the Time - 4:33
10. M. Shepard - 3:36
11. Tomorrow I'll Be You - 4:07